# 65-й Берлинский международный кинофестиваль
65-й Берлинский международный кинофестиваль проходил с 5 по 15 февраля 2015 года. Председатель жюри кинофестиваля — режиссёр Даррен Аронофски. Почётного «Золотого медведя» удостоился немецкий режиссёр Вим Вендерс. Киносмотр открылся фильмом Изабель Койшет «Никому не нужна ночь» с Жюльет Бинош в главной роли. Обладателем «Золотого медведя» за лучший фильм стала картина Джафара Панахи «Такси», гран-при жюри получил фильм Пабло Ларраина «Клуб».

## Жюри
Состав жюри:

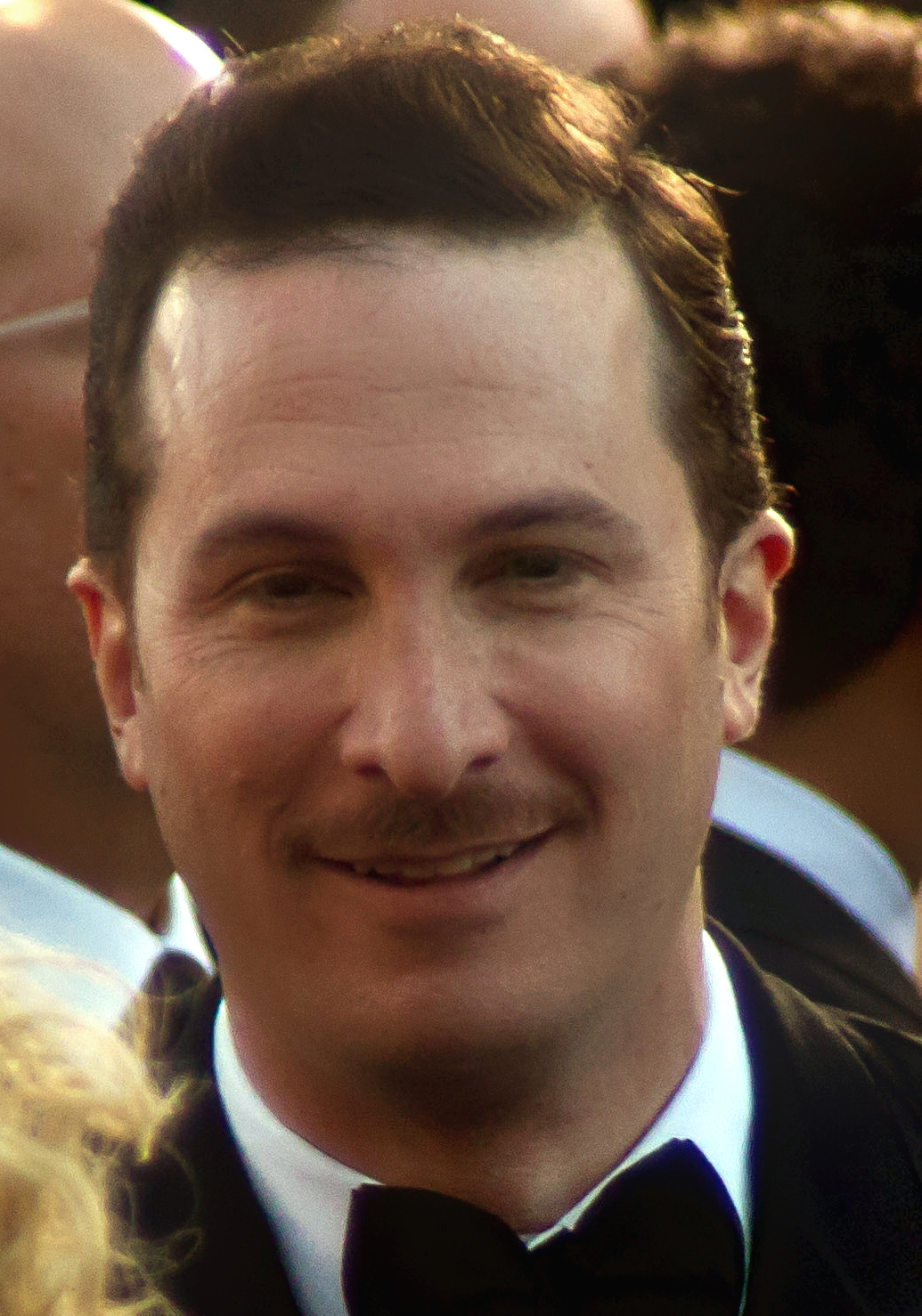
Даррен Аронофски председатель жюри

- Даррен Аронофски, режиссёр ( США) — председатель жюри
- Даниэль Брюль, актёр ( Испания,  Германия)
- Пон Чжун Хо, режиссёр ( Республика Корея)
- Марта Де Лаурентис, продюсер ( США)
- Клаудиа Льоса, режиссёр ( Перу)
- Одри Тоту, актриса ( Франция)
- Мэттью Вайнер, сценарист, режиссёр и продюсер ( США)

## Конкурсная программа

### В конкурсной программе
| На русском языке            | Оригинальное название                      | Режиссёр               | Страна                                           |
| --------------------------- | ------------------------------------------ | ---------------------- | ------------------------------------------------ |
| 45 лет                      | 45 Years                                   | Эндрю Хэй              | Великобритания                                   |
| Браво!                      | Aferim!                                    | Раду Жуде              | Румыния, Болгария, Чехия, Франция                |
| Когда мы мечтали            | Als wir träumten                           | Андреас Дрезен         | Германия, Франция                                |
| —                           | Big Father, Small Father and Other Stories | Фан Данг Зи            | Вьетнам                                          |
| Тело                        | Cialo                                      | Малгожата Шумовская    | Польша                                           |
| Клуб                        | El Club                                    | Пабло Ларраин          | Чили                                             |
| Дневник горничной           | Journal d'une femme de chambre             | Бенуа Жако             | Франция                                          |
| Эйзенштейн в Гуанахуато     | Eisenstein in Guanajuato                   | Питер Гринуэй          | Мексика, Нидерланды, Финляндия, Бельгия, Франция |
| Унесённые пулями            | 一步之遥                                   | Цзян Вэнь              | Китай                                            |
| Вулкан Ишканул              | Ixcanul                                    | Жайрон Бустаманте      | Гватемала, Франция                               |
| Рыцарь кубков               | Knight of Cups                             | Терренс Малик          | США                                              |
| Никому не нужна ночь        | Nobody Wants the Night                     | Изабель Койшет         | Испания                                          |
| Королева пустыни            | Queen of the Desert                        | Вернер Херцог          | США, Марокко                                     |
| Такси                       | Taxi                                       | Джафар Панахи          | Иран                                             |
| Под электрическими облаками | Под электрическими облаками                | Алексей Герман-младший | Россия, Польша, Украина                          |
| Виктория                    | Victoria                                   | Себастьян Шиппер       | Германия                                         |

### Вне конкурсной программы
| На русском языке          | Оригинальное название    | Режиссёр          | Страна                     |
| ------------------------- | ------------------------ | ----------------- | -------------------------- |
| Взорвать Гитлера          | Elser                    | Оливер Хиршбигель | Германия                   |
| Золушка                   | Cinderella               | Кеннет Брана      | США                        |
| Пятьдесят оттенков серого | Fifty Shades of Grey     | Сэм Тейлор-Вуд    | США, Канада                |
| Всё будет хорошо          | Every Thing Will Be Fine | Вим Вендерс       | Германия, Канада, Норвегия |
| Мистер Холмс              | Mr. Holmes               | Билл Кондон       | Великобритания, США        |

### Панорама
Фильмы выбранные для Панорамы:
| На русском языке                              | Оригинальное название                           | Режиссёр            | Страна                      |
| --------------------------------------------- | ----------------------------------------------- | ------------------- | --------------------------- |
| Студия 54                                     | 54                                              | Марк Кристофер      | США                         |
| 600 миль                                      | 600 Millas                                      | Гэбриел Рипштейн    | Мексика, США                |
| Ausencia                                      | Ausência                                        | Чико Тейшейра       | Бразилия, Чили, Франция     |
| Анжелика                                      | Angelica                                        | Митчелл Лихтенштейн | США                         |
| Чумовой                                       | Bizarre                                         | Этьен Форе          | США, Франция                |
| Голубая кровь                                 | Sangue azul                                     | Лирио Ферейро       | Бразилия                    |
| Час сумерек                                   | Onthakan                                        | Anucha Boonyawatana | Таиланд                     |
| Бабочка                                       | Mariposa                                        | Марко Бергер        | Аргентина                   |
| Припев                                        | Chorus                                          | Франсуа Делисл      | Канада, Мексика             |
| Дора, или Сексуальные неврозы наших родителей | Dora oder Die sexuellen Neurosen unserer Eltern | Стина Веренфельс    | Швейцария                   |
| Редкий орешек                                 | Dyke Hard                                       | Битт Андерссон      | Швеция                      |
| El incendio                                   | El incendio                                     | Juan Schnitman      | Аргентина                   |
| Как выигрывать в шашки (каждый раз)           | How to Win at Checkers (Every Time)             | Josh Kim            | Таиланд, США, Индонезия     |
| Майкл                                         | I Am Michael                                    | Джастин Келли       | США                         |
| Последнее лето богатых                        | Der letzte Sommer der Reichen                   | Петер Керн          | Австрия                     |
| Love, Theft and Other Entanglements           | Al-Hob wa Al-Sariqa wa Mashakel Ukhra           | Муаяд Алаян         | Палестина                   |
| A Minor Leap Down                             | Paridan az Ertefa Kam                           | Hamed Rajabi        | Иран, Франция               |
| Убийство в Пакот                              | Meurtre à Pacot                                 | Рауль Пек           | Франция, Норвегия, Гаити    |
| Противный ребёнок                             | Nasty Baby                                      | Себастьян Сильва    | США                         |
| Necktie Youth                                 | Necktie Youth                                   | Sibs Shongwe-La Mer | ЮАР                         |
| Нед Райфл                                     | Ned Rifle                                       | Хэл Хартли          | США                         |
| Ода моему отцу                                | 국제시장                                        | Юн Джегюн           | Республика Корея            |
| Out of My Hand                                | Out of My Hand                                  | Такэси Фукунага     | США                         |
| На природе                                    | Mot naturen                                     | Оле Гьявер          | Норвегия                    |
| Рай на службе                                 | 軍中樂園                                        | Ню Чэнцзэ           | Китай, Китайская Республика |
| Petting Zoo                                   | Petting Zoo                                     | Мика Маджи          | Германия, Греция, США       |
| Пионеры-герои                                 | Пионеры-герои                                   | Наталья Кудряшова   | Россия                      |
| The Sea Is Behind                             | Al bahr min ouaraikoum                          | Hisham Lasri        | Марокко                     |
| Вторая мать                                   | Que Horas Ela Volta?                            | Анна Майлаерт       | Бразилия                    |
| Лето Сангайле                                 | Sangailė                                        | Аланте Каваите      | Литва, Франция, Нидерланды  |
| Thanatos, Drunk                               | 醉．生夢死                                      | Чжан Цзоцзи         | Китайская Республика        |
| Tough Love                                    | Härte                                           | Роза фон Праунхайм  | Германия                    |
| Why Me?                                       | De ce eu?                                       | Тудор Джурджу       | Румыния, Болгария, Венгрия  |

### Специальный Галас
Специальный раздел:
| Русское название          | Оригинальное название | Режиссёр                 | Страна                                                |
| ------------------------- | --------------------- | ------------------------ | ----------------------------------------------------- |
| Любовь и милосердие       | Love and Mercy        | Уильям Полад             | США                                                   |
| Сельма                    | Selma                 | Ава ДюВерней             | Великобритания, США                                   |
| Женщина в золотом         | Woman in Gold         | Саймон Кертис            | Великобритания, США                                   |
| Жизнь                     | Life                  | Антон Корбейн            | Великобритания, Канада                                |
| Фуси                      | Fúsi                  | Дагур Кари Петурссон     | Исландия                                              |
| La Bohème                 | Breathe Umphefumlo    | Марк Дорнфорд-Мэй        | ЮАР, Великобритания, Германия                         |
| The Misplaced World       | Die abhandene Welt    | Маргарета фон Тротта     | Германия                                              |
| The Seventh Fire          | The Seventh Fire      | Джек Петтибоун Риккобоно | США                                                   |
| Greenery Will Bloom Again | Torneranno i prati    | Эрманно Ольми            | Италия                                                |
| Ты здесь                  | Are You Here          | Мэттью Вайнер            | США                                                   |
| Взгляд тишины             | The Look of Silence   | Джошуа Оппенхаймер       | Дания, Финляндия, Индонезия, Норвегия, Великобритания |

### Классика
Фильмы показываемые в рамках Классика Берлинале:
| Русское название       | Оригинальное название    | Режиссёр           | Страна и год          |
| ---------------------- | ------------------------ | ------------------ | --------------------- |
| У кошки девять жизней  | Neun Leben hat die Katze | Ула Штёкль         | ФРГ (1968)            |
| Голдфингер             | Goldfinger               | Гай Хэмилтон       | Великобритания (1964) |
| Рождённый в 45-м       | Jahrgang 45              | Юрген Бётхер       | ГДР (1966)            |
| Хладнокровное убийство | In Cold Blood            | Ричард Брукс       | США (1967)            |
| Варьете                | Varieté                  | Эвальд Андре Дюпон | Германия (1925)       |

## Награды
- Золотой медведь — Такси, Джафар Панахи
- Гран-при жюри (Серебряный медведь) — Клуб, Пабло Ларраин
- Приз Альфреда Бауэра (Серебряный медведь) — Вулкан Ишканул, Хайро Бустаманте
- Серебряный Медведь за лучшую режиссёрскую работу — Раду Жуде, Браво! и  Малгоржата Шумовская, Тело
- Серебряный Медведь за лучшую женскую роль — Шарлотта Рэмплинг, фильм 45 лет
- Серебряный Медведь за лучшую мужскую роль — Том Кортни, фильм 45 лет
- Серебряный Медведь за лучший сценарий — Перламутровая пуговица, Патрисио Гусман
- Серебряный Медведь за выдающиеся художественные достижения — Под электрическими облаками, Евгений Привин, Сергей Михальчук и Виктория, Стурла Брандт Гревлен
- Лучший дебют — 600 Millas, Гэбриел Рипштейн

- Приз Teddy за лучший художественный фильм: Nasty Baby, Себастьян Сильва[9]
- Призы «Камера Берлинале» — Наум Клейман, Marcel Ophüls, Alice Waters, Carlo Petrini